# هیتمن: تک‌تیرانداز
«هیتمن: تک‌تیرانداز» (انگلیسی: Hitman: Sniper) یک بازی ویدئویی است که توسط اسکوئر انیکس و در سال ۲۰۱۵ و در پلت‌فرم‌های اندروید و آی‌اواس منتشر شده‌است.
این بازی در سبک اسنایپر است و شما در آن وظیفه دارید هدف‌هایی که گفته می‌شود را اسنایپ کنید و بعد از انجام هر مأموریت تروفی‌ها و اسلحه‌های مختلفی دریافت می‌کنید که هر کدام دارای آسیب خاص خودشان هستند همچنین این بازی دارای گرافیک بالایی بوده و فقط برای سیستم عامل‌های اندروید و آی‌اواس ارائه شده‌است.